# Coppa del Generalissimo 1947 (hockey su pista)
La Coppa del Generalissimo 1947 è stata la 4ª edizione della principale coppa nazionale spagnola di hockey su pista. Il torneo ha avuto luogo dal 15 al 19 marzo 1947.
Il trofeo è stato vinto dall'Espanyol per la seconda volta nella sua storia superando in finale il GEIEG Girona.

## Squadre qualificate
- CP Barcellona
- Delicias
- Espanyol
- GEIEG Girona
- Hércules

- Iris
- Palma
- Reus Ploms
- SEU Madrid

## Risultati

### Primo turno
| Squadra 1     | Risultato | Squadra 2 |
| ------------- | --------- | --------- |
| 15 marzo 1947 |           |           |
| CP Barcellona | 9 - 0     | Palma     |

### Quarti di finale
| Squadra 1     | Risultato | Squadra 2     |
| ------------- | --------- | ------------- |
| 16 marzo 1947 |           |               |
| Reus Ploms    | 7 - 3     | Delicias      |
| Iris          | 7 - 1     | SEU Madrid    |
| GEIEG Girona  | 14 - 3    | Hércules      |
| Espanyol      | 5 - 3     | CP Barcellona |

### Semifinali
| Squadra 1     | Risultato | Squadra 2  |
| ------------- | --------- | ---------- |
| 18 marzo 1947 |           |            |
| Espanyol      | 7 - 0     | Iris       |
| GEIEG Girona  | 4 - 0     | Reus Ploms |

### Finale
| Barcellona 19 marzo 1947 | Espanyol | 9 – 3 | GEIEG Girona |  |